# Clã Hōjō
O Clã Hōjō (北条氏, hōjō-shi) foi na História do Japão uma família que controlou hereditariamente o posto de Shikken (Regente) do Shogunato Kamakura. Na prática, a família detinha o poder de governo, muitas vezes ditatorial, mais do que os xoguns Kamakura ou a Corte Imperial, que eram meramente símbolos legais. Os Hōjōs também foram conhecidos pela expulsão dos Mongóis, e pela expansão do Zen Budismo e do Bushido, mas também pela extrema decadência e pela tomada de decisões de nível nacional em encontros privados.

## Linhagem
Os Hōjō descendiam dos arqui-inimigos dos Minamoto, o ramo Kanmu dos Taira, oriundos da província de Izu. O primeiro a usar o nome foi Hōjō Tokiie, descendente de Taira Koretoki e avô de Hōjō Tokimasa . Ganharam poder ao ajudar no extermínio de seus parentes Taira oferecendo casamento e reforços a Minamoto no Yoritomo na Batalha de Dan no Ura. Apenas 18 anos depois, os Hōjō usurparam o poder após a morte de Yoritomo.

## Ascensão ao poder
Hōjō Tokimasa auxiliou Minamoto no Yoritomo, seu genro, a derrotar as forças dos Taira e se tornar o primeiro Xogun do Japão. Hōjō Masako, filha de Tokimasa, foi casada com Yoritomo. Com a morte de Yoritomo, Tokimasa se tornou regente do seu sucessor, que ainda não atingira a maioridade, efetiva e permanentemente transferindo o controle do xogunato para o seu clã. Os Minamoto e mesmo os Príncipes Imperiais se tornaram marionetes dos Hōjō.

## Principais acontecimentos que tiveram participação dos Hōjō

A temida Rokuhara Tandai, a força policial secreta dos Hōjō

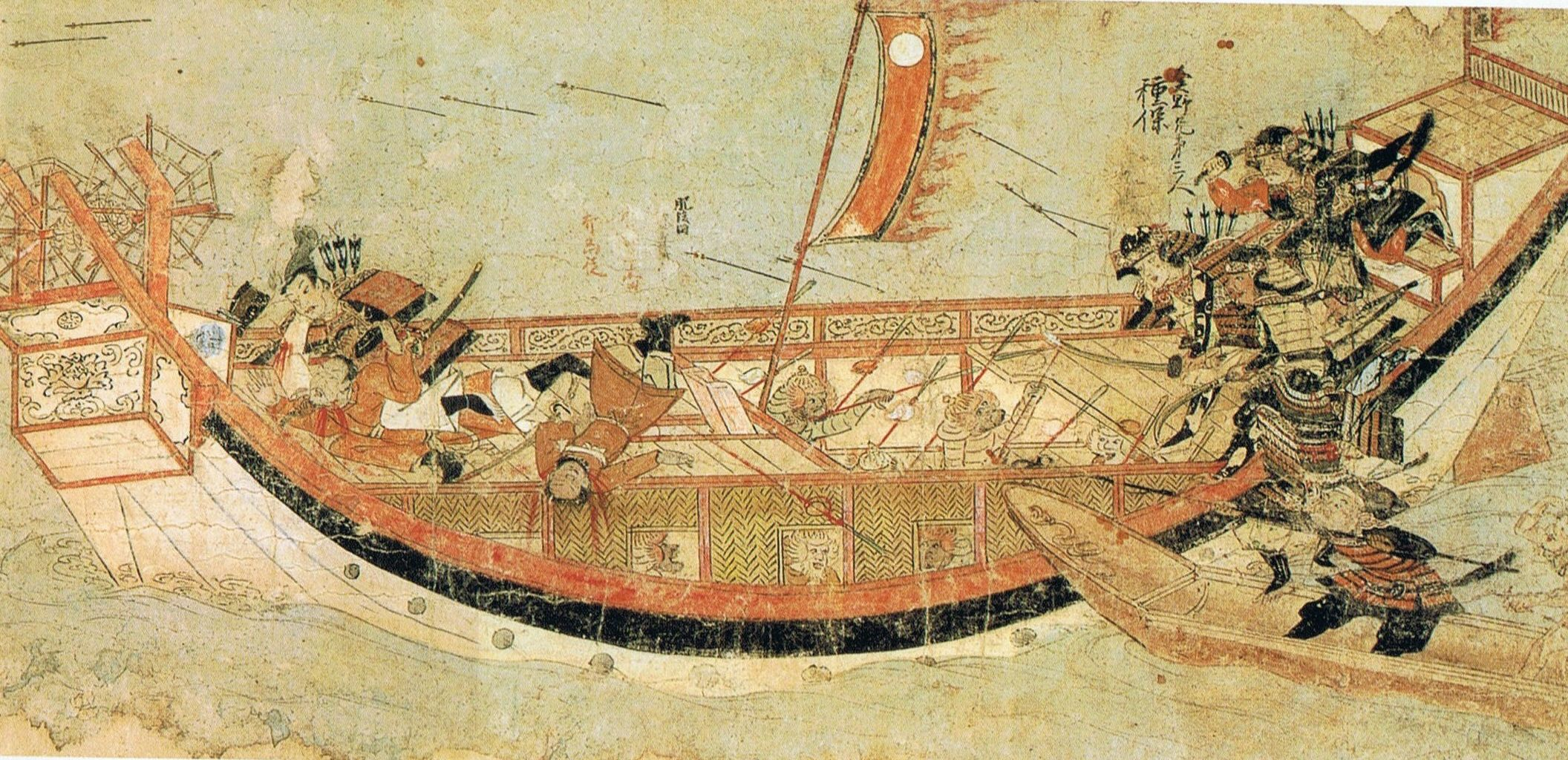
Invasões mongóis durante o governo de Hōjō Tokimune

A corte imperial em Quioto ressentiu-se do declínio de sua autoridade durante o xogunato Kamakura, apesar dos cargos de Imperador e de Xogun, se transformarem na prática em cargos decorativos, desavenças surgiram entre Quioto e Kamakura, e em 1221 a Guerra Jōkyū estourou entre o Imperador Aposentado Go-Toba e o segundo Shikken (regente) Hōjō Yoshitoki. As forças Hōjō facilmente venceram a guerra, e a Corte Imperial caiu sob controle direto do xogunato. Os apadrinhados do Xogun receberam os maiores cargos civis, e a Corte era obrigada a obter aprovação de Kamakura para qualquer ação. Ainda que sem poder político, a Corte manteve grande status.
Alguns feitos administrativos aconteceram durante a regência Hōjō. Em 1225 o terceiro regente Hōjō Yasutoki estabeleceu o Conselho de Estado, dando a oportunidade para outros líderes militares exercerem autoridade judicial e legislativa em Kamakura. O regente Hōjō presidia o conselho, que foi uma forma bem-sucedida de liderança coletiva. A adoção do primeiro código militar do Japão - o Goseibai Shikimoku - em 1232 refletiu a profunda transição de uma sociedade de corte para uma sociedade militarizada. Enquanto as práticas legais em Kyoto eram ainda pautadas em princípios confucionistas de 500 anos, o novo código era um grande documento legal que ditava os deveres dos administradores, provia meios de resolução de disputas de terra e estabelecia regras de governo. Era claro e conciso, estipulou punições para descumprimentos e permaneceu em vigor pelos próximos 635 anos.
Como se poderia esperar, a literatura de época descreveu a natureza transitória do período. O Hōjōki descreveu o período nos termos dos princípios budistas de impermanência e vaidade humana. O Heike Monogatari narrou a ascensão e queda dos Taira, repleto de contos de guerras e samurais. Uma segunda produção literária foi a continuação das antologias poéticas Shin Kokin Wakashū, que teve vinte volumes produzidos entre 1201 e 1205.

## Queda do poder
Os Hōjō foram traídos por um vassalo, Ashikaga Takauji, que recebera ordens para derrotar as forças aliadas do Imperador Go-Daigo em 1333. No mesmo ano, Kamakura foi invadida por Nitta Yoshisada e todo o clã Hōjō, quase 900 pessoas, foi exterminado no templo familiar de Tōshō-ji.

## Lista dosShikkendo Clã Hōjō
1 Hōjō Tokimasa (1138-1215) (r. 1203-1205)
2 Hōjō Yoshitoki (1163-1224) (r. 1205-1224)
3 Hōjō Yasutoki (1183-1242) (r. 1224-1242)

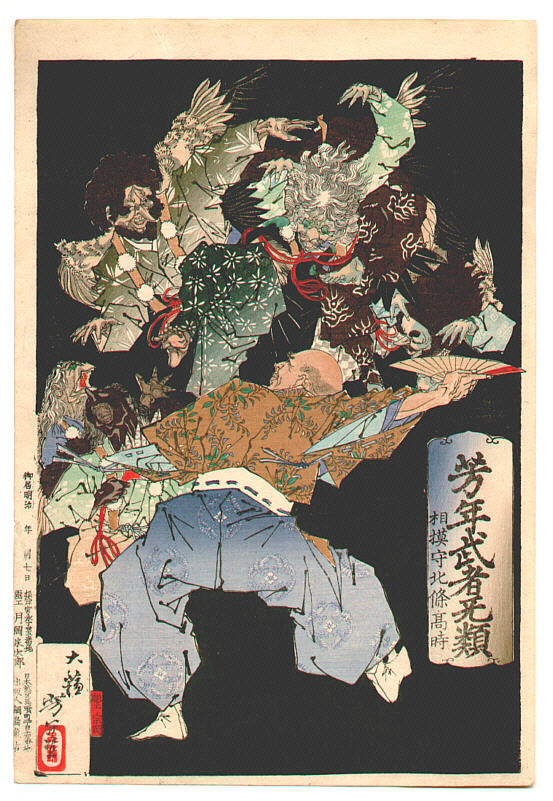
Hōjō Takatoki lutando contra um grupo de tengu, perto do final da era Hōjō.

4 Hōjō Tsunetoki (1224-1246) (r. 1242-1246)
5 Hōjō Tokiyori (1227-1263) (r. 1246-1256)
6 Hōjō Nagatoki (1229-1264) (r. 1256-1264)
7 Hōjō Masamura (1205-1273) (r. 1264-1268)
8 Hōjō Tokimune (1251-1284) (r. 1268-1284)
9 Hōjō Sadatoki (1271-1311) (r. 1284-1301)
10 Hōjō Morotoki (1275-1311) (r. 1301-1311)
11 Hōjō Munenobu (1259-1312) (r. 1311-1312)
12 Hōjō Hirotoki (1279-1315) (r. 1312-1315)
13 Hōjō Mototoki (?-1333) (r. 1315)
14 Hōjō Takatoki (1303-1333) (r. 1316-1326)
15 Hōjō Sadaaki (1278-1333) (r. 1326)
16 Hōjō Moritoki (?-1333) (r. 1327-1333)
Além dos regentes acima, outros que tiveram papel importante no clã Hōjō foram:
- Hōjō Sanetoki
- Hōjō Masako